# Gastromyzon lepidogaster
Gastromyzon lepidogaster är en fiskart som beskrevs av Roberts 1982. Gastromyzon lepidogaster ingår i släktet Gastromyzon och familjen grönlingsfiskar. IUCN kategoriserar arten globalt som otillräckligt studerad. Inga underarter finns listade i Catalogue of Life.